# 903
903 је била проста година.

## Догађаји
- Италијански краљ Беренгар Фурлански наставља да издаје концесије и привилегије лангобардском племству и манастирима. Он даје концесије опатији Бобио у Емилији-Ромањи (североисточна Италија).
- Краљ Луј IV („Дете“) објављује Рафелштетенске царинске прописе, правни документ за наплатни мост на реци Дунав у Астену (савремена Аустрија).
- Дански Викинзи нападају Англси након што су протерани из Даблина (види 902). Не успевају да стекну упориште у Велсу и плове ка Честеру.
- Група Данаца под вођством викиншког војсковође Ингимундра напала је Велшане у жестокој бици код Маес Рос Меилона, у близини Ланфеса.
- 29. новембар – Битка код Хаме: Абасидске снаге под вођством Мухамеда ибн Сулејмана ал-Катиба поразиле су Кармате код Хаме, на обалама реке Оронта (савремена Сирија). Карматску војску разбацују и гоне абасидске трупе; Ал-Хусејн ибн Зикравеј и други карматске вође су заробљени.
- јул – Папа Бенедикт IV умире после трогодишње владавине. Наследио га је папа Лав V као 118. римски папа. Лава затвара и мучи антипапа Кристофор после владавине од само месец дана. Кристофор себе поставља за новог папу Рима.